# Parafia Narodzenia Najświętszej Maryi Panny w Młodzieszynie
Parafia Narodzenia Najświętszej Maryi Panny w Młodzieszynie – parafia należąca do dekanatu Sochaczew-św. Wawrzyńca diecezji łowickiej. Erygowana w XIV wieku. Mieści się przy ulicy Sochaczewskiej. Duszpasterstwo w niej prowadzą księża diecezjalni.
Józef Łukaszewicz taką zamieszcza wzmiankę o kościele (pisownia oryginalna):
Wizyta Goślickiego z roku 1603. powiada, że w Młodzieszynie kościół parochialny pod tytułem ś. Barbary i ś. Leonarda, z drzewa postawiony, wówczas jeszcze nie poświęcony, miał mieć erekcyą znajdującą się w metryce książąt mazowieckich, (in metricis ducum Masoviae) a zatem przynajmniej z 15. wieku. Kościół ten, na którego postawienie, zapewne w miejsce dawnego, ogniem lub starością zniszczonego, chłop z Młodzieszyna Wawrzyniec Pełka, kawał roli darował, był dość obszerny, zawierał bowiem w sobie cztery ołtarze. W miejsce upadłego w 18. wieku, wniósł nowy także z drzewa w roku 1769. Andrzej Młodziejowski, ówczesny biskup poznański, kanclerz w. koronny. Przy kościele tym było bractwo oraczy (1603. r.) Uposażeniem kościoła prócz folwarku w Młodzieszynie były dziesięciny i meszne ze wsi Młodzieszyna.